# Vidfamne
Le Vidfamne est le nom donné à une réplique suédoise d'un knarr exposé au Musée municipal de Göteborg une épave d'un bateau viking de la fin du Xe siècle appelée Bateau d'Äskekärr. Cette épave a été trouvée sur une plage du fleuve Göta älv en 1933 près du village d'Äskekärr.

Le nom de Vidfamne vient du légendaire roi Ivar Vidfamne.

## Histoire
L'épave d'Äskekärr a été reconstituée d'après des morceaux trouvés à plusieurs reprises sur le site de fouille proche de Ale, une commune du Comté de Västra Götaland. Le bateau a dû servir de nombreuses années car il présente de nombreuses traces d'usure et de réparations mineures. Il a même été trouvé une pièce de rechange de 70 ans plus jeune que le reste.

Ce bateau était un knarr (bateau marchand) pouvant aller en haute mer.
Le Vidfamne a été construit en 1993-94 par l'association Sällskapet Vikingatida Skepp de Göteborg créée en 1990. Le Bateau d'Äskekärr n'était encore que la seule trouvaille de bateau viking sur le sol suédois.
Il a été lancé à Göteborg le 23 avril 1994.